# Lawrence Bittaker och Roy Norris
Lawrence Bittaker, född 27 september 1940, död 13 december 2019, och Roy Norris, född 5 februari 1948, död 24 februari 2020, var två amerikanska seriemördare och våldtäktsmän, kända som The Toolbox Killers. År 1979 kidnappade, våldtog, torterade och mördade de fem unga flickor i södra Kalifornien.
Bittaker dömdes 1981 till döden och avled 2019 i väntan på avrättning på San Quentin. Norris gick med på att vittna mot Bittaker och dömdes 1980 till livstids fängelse med möjlig frigivning efter 30 års fängelse. Norris avled av naturliga orsaker på California Medical Facility 24 februari 2020.
Bittaker och Norris kom att kallas The Toolbox Killers, eftersom de torterade sina offer med redskap som vanligen finns i en verktygslåda, såsom skruvmejslar, tänger och ishacka.

## Offer
- Lucinda Lynn Schaeffer, född 9 juli 1962, mördad 24 juni 1979
- Andrea Joy Hall, född 21 oktober 1960, mördad 8 juli 1979
- Jackie Doris Gilliam, född 1964, mördad 3 september 1979
- Jacqueline Leah Lamp, född 1965, mördad 3 september 1979
- Shirley Lynette Ledford, född 4 mars 1963, mördad 31 oktober 1979